# Froesiochloa
Froesiochloa G.A.Black é um género botânico pertencente à família Poaceae, subfamília Bambusoideae, tribo Olyreae.